# Lyman (Utah)
Lyman – miasto w Stanach Zjednoczonych, w stanie Utah, w hrabstwie Wayne.